# Ferias latinas

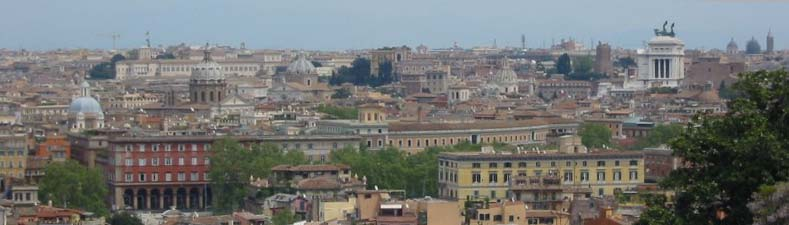
Panorámica de Roma.

Se llamaban fiestas latinas o ferias latinas (en latín, feriae Latinae o Latiar) a las fiestas anuales instituidas por Tarquino el Soberbio, rey de Roma, para consagrar la alianza que había hecho con todos los pueblos del Lacio. Se pusieron bajo la invocación de Iuppiter Latiaris (en español, Júpiter Lacial; es decir, protector del Lacio), cuyo santuario estaba en los montes Albanos, concretamente en el monte Cavo (en latín, Mons Latiaris), cercano a la ciudad de Alba Longa. La duración de las fiestas latinas, que era en su origen de un solo día, se extendió después hasta cuatro.

## Descripción
Estas fiestas movibles formaban parte de las denominadas feriae conceptivae, es decir, aquellas que no se celebraban en días fijos, sino que las fechas variaban, puesto que eran designadas cada año por los cónsules cuando asumían el cargo. Generalmente se celebraban a finales de abril.
Fueron una de las más antiguas fiestas celebradas por el Estado romano y se suponen anteriores a la fundación de Roma que, en términos históricos, dirigen a unas fechas de cultura predominantemente ganadera. Estas fiestas continuaron celebrándose hasta el siglo III, y tal vez más tarde.

## Carácter federal
Solo ciertos pueblos, tradicionalmente treinta pero llegaron a ser cuarenta y siete, podían participar en las fiestas, expresando así una pertenencia común al nomen Latinum. Cada pueblo enviaba una delegación para asistir a las ceremonias religiosas. Plinio el Viejo en su Historia Natural cita una lista de treinta pueblos durante el siglo VIII a. C., donde no aparecen los romanos pero sí los habitantes de la Velia, los querquetulani (habitantes de Celio) y los vimi(ni)tellarii (habitantes del Viminal).

## Desarrollo
El rito era una reafirmación de la alianza entre los miembros de la Liga Latina y existía una tregua sagrada durante todo el festival. Cada ciudad latina enviaba junto con su representación una serie de ofrendas como ovejas, quesos u otros productos pastoriles. El cónsul romano que presidía las fiestas ofrecía en honor de Júpiter Lacial una libación de leche y se sacrificaba un novillo blanco puro al que nunca se le había colocado un yugo. Su carne era compartida entre los delegados de cada pueblo de acuerdo a reglas precisas que definían el lugar de cada uno en el seno de la federación. Formaba parte de una comida comunal como una especie de sacramentum. También, como parte de las fiestas, se colgaban de los árboles unas figurillas llamadas oscilla. Finalmente, las fiestas terminaban con el encendido de un gran fuego visible desde todo el Lacio.